# Георг-Вільгельм (маркграф Бранденбургу)
Гео́рг-Вільге́льм (нім. Georg Wilhelm; 3 (13) листопада 1595 — 1 грудня 1640) — маркграф Брандербурзький, курфюрст Священної Римської імперії (1620—1640). Четвертий герцог Прусський (1620—1640). Представник німецької династії Гогенцоллернів. Народився у Кельні (зараз Берлін), Бранденбург. Син бранденбурзького маркграфа Йоганна-Сигізмунда. Батько бранденбурзького маркграфа і «великого курфюрста» Фрідріха-Вільгельма. Правив у часи Тридцятилітньої війни між католиками та протестантами. Безуспішно намагався дотримуватися нейтралітету, але під тиском родичів уклав союз із і лютеранською Швецією (1631). Зазнав нападу військ Священної Римської імперії та католицького союзу, що спустошили Бранденбург, після чого замирився із імператором в Празі (1635). У відповідь був атакований шведами-протестантами, які остаточно обернули край на руїну. 1637 року переїхав зі спустошеного Бранденбургу до неушкодженої Пруссії, звідки правив до кінця життя. Помер в Кенігсберзі, Пруссія. Похований у Кенігсберзькому соборі. Також — Гео́рг-Вільге́льм Бранденбу́рзький, Гео́рг-Вільге́льм Гогенцо́ллерн.

## Біографія
Георг-Вільгельм народився 13 листопада 1595 року в Келльні-на-Шпреє (складова сучасного Берліна), в родині майбутнього бранденбурзького маркграфа Йоганна-Сигізмунда та прусської принцеси Анни, доньки прусського герцога Альбрехта-Фрідріха. Хлопець навчався у Франкфурті-на-Одері, а з 1614 року накопичував управлінський досвід на посаді штатгальтера в Клеве.
1616 року Георг-Вільгельм одружився із Єлизаветою-Шарлотою, пфальцькою прицесою. Подружжя мало лише одного сина — Фрідріха-Вільгельма, який прославився як «великий курфюрст». Старша донька Луїза-Шарлота стала дружиною курляндського герцога Якоба Кеттлера, а молодша донька — Гедвіга-Софія одружилася із гессен-кассельським ландграфом Вільгемом VI.
Після смерті батька на початку 1620 року Георг-Вільгельм став новим маркграфом Бранденбургу й герцогом Пруссії. У вересні 1621 року він приніс васальну присягу польському королю Сигізмунду ІІІ Вазі, що був верховним розпорядником прусського лену, й отримав підтвердження своїх прав на герцогство. 1633 року маркграф повторно приніс присягу новому польському королю Владиславу IV Вазі.
1620 року Геогр-Вільгельм серйозно пошкодив гомілку. Травма переросла у хронічну хворобу ніг, внаслідок чого він часто пересувався на ношах.
Під час Тридцятилітньої війни Георг-Вільгельм намагався дотримуватися нейтралітету, не примикаючи ні до католицького союзу Священної Римської імперії, очолюваного Габсбургами, ні до коаліції протестантських німецьких князівств та іноземних держав. Але завдяки впливу свого радника католика Адама фон Шварценберга був більше на боці імпеатора Священної Римської імперії. Через це він мав конфлікт із матір'ю Анною, ревною лютеранкою, яка підтримувала протестантів. 25 листопада 1620 року вона самовільно, без згоди Георга-Вільгельма, одружила його сестру Марію-Елеонору з шведським королем-лютеранином Густавом ІІ Адольфом, завдавши удару про престижу маркграфа й спровокувавши дипломатичний конфлікт (на руку бранденбурзької принцеси претендував польський королевич-католик Владислав IV Ваза).
1626 року шведський король Густав ІІ Адольф блокував доступ Пруссії до моря, вимагаючи від Георга-Вільгельма покінчити з нейтралітетом і приєднатися до протестантської коаліції. Маркгаф боявся, що шведи планують захопити Померанію, тому тривалий час відмовлявся від пропозиції.
1630 року шведи окупували Померанію, де створили свої бази. Врешті-решт, під тиском обставин Георг-Вільгельм здався й уклав 1631 року союз зі шведами. Це спричинило наступ католицького союзу на Брандебург, сили якого під командуванням імператорського полководця Валленштайна сплюндрували країну. Маркграф вів війну неохоче, а після поразки Швеції під Нердлінгеном (1634) вирішив розірвати угоду із нею. 30 травня 1635 року він уклав зі Священною Римською імперією Празький мир і приєднався до католицького союзу, сподіваючись позбутися шведських військ на своїй території. У відповідь шведи, що лишалися в Бранденбургу, заходилися спустошувати його землі. Через нерішучість і недалекоглядність Георга-Вільгельма маркграфство було спалене і розграбоване вщент як католиками, так і протестантами; населення різко скоротилося через убивства, голод та епідемії. Втрати Брандербургу в Тридцятилітній війні були одні з найбільших і були відчутні в наступні десятиліття.
1637 року Георг-Вільгельм доручив управління спустошеним Бранденбургом своєму канцлеру-католику Адаму фон Шварценбергу, а сам переїхав із двором до Пруссії, в Кенігсберг, що не зазнав руйнувань війни. Напередодні смерті він зліг у ліжко й окрім хронічної хвороби ніг став страждати на водянку. Водночас того ж року помирає Богуслав XIV, герцог Померанії, що спричинило ускладнення зі Швецією, оскільки обидві держави претендували на спадок померлого.
1 грудня 1640 року маркграф отримав інсульт, від якого і помер у 45-річному віці. Поховали його в Кенігсберзькому соборі.

## Родина
Дружина — Єлизавета-Шарлотта, донька пфальцького графа Фрідріха IV.
Діти:
- Луїза-Шарлотта (1617—1676) — дружина Якоба Кеттлера, герцога Курляндського
- Фрідріх-Вільгельм (1620—1688) — маркграф Бранденбурзький, герцог Прусський .
- Ядвіга-Софія (1623—1683) — дружина Вільгельма VI, ландграфа Гессен-Кассельського.
- Йоганн-Сигізмунд (1624—1624) — помер немовлям.

## Портрети

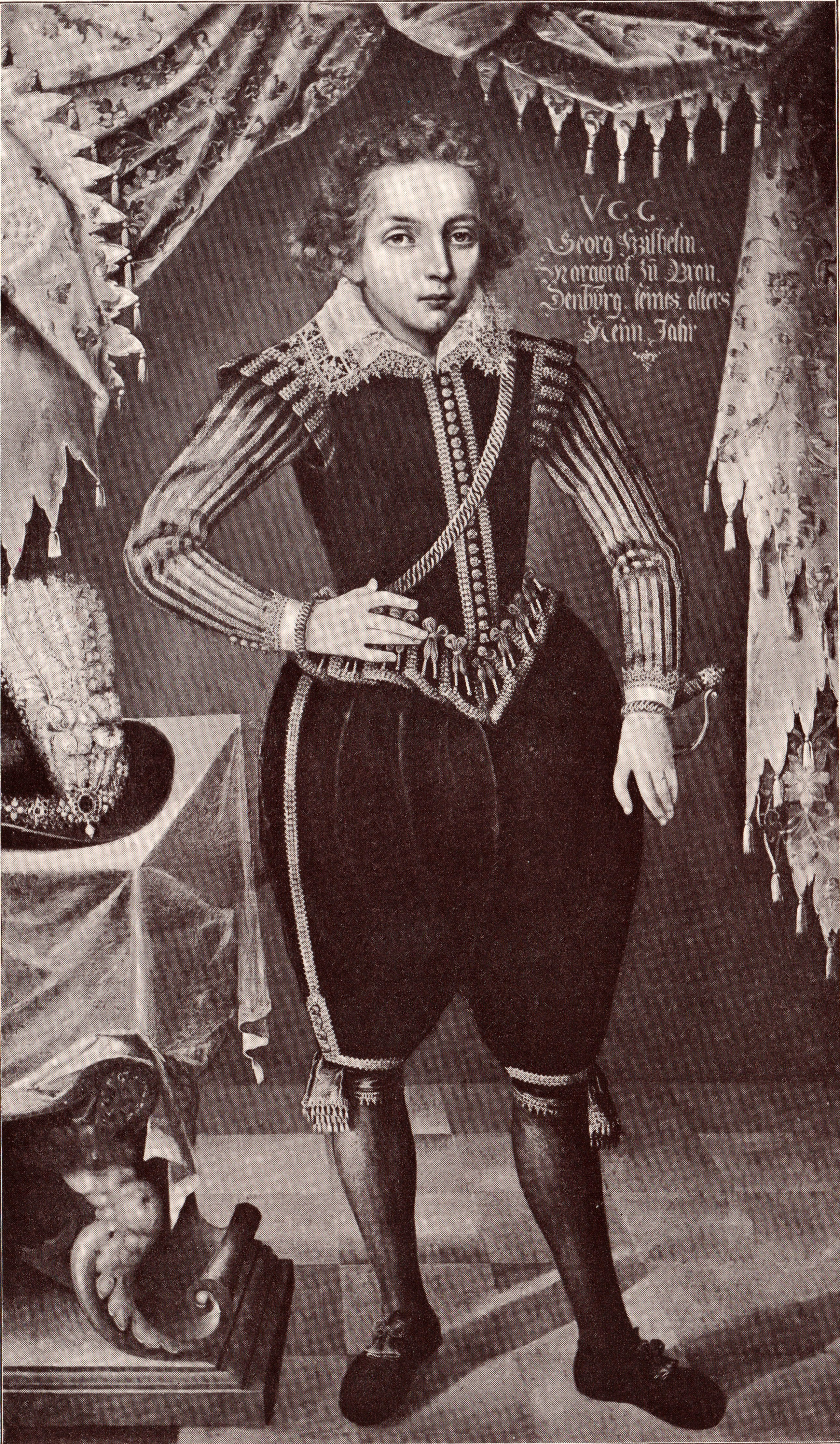
Робота Данієля Розе, 1605
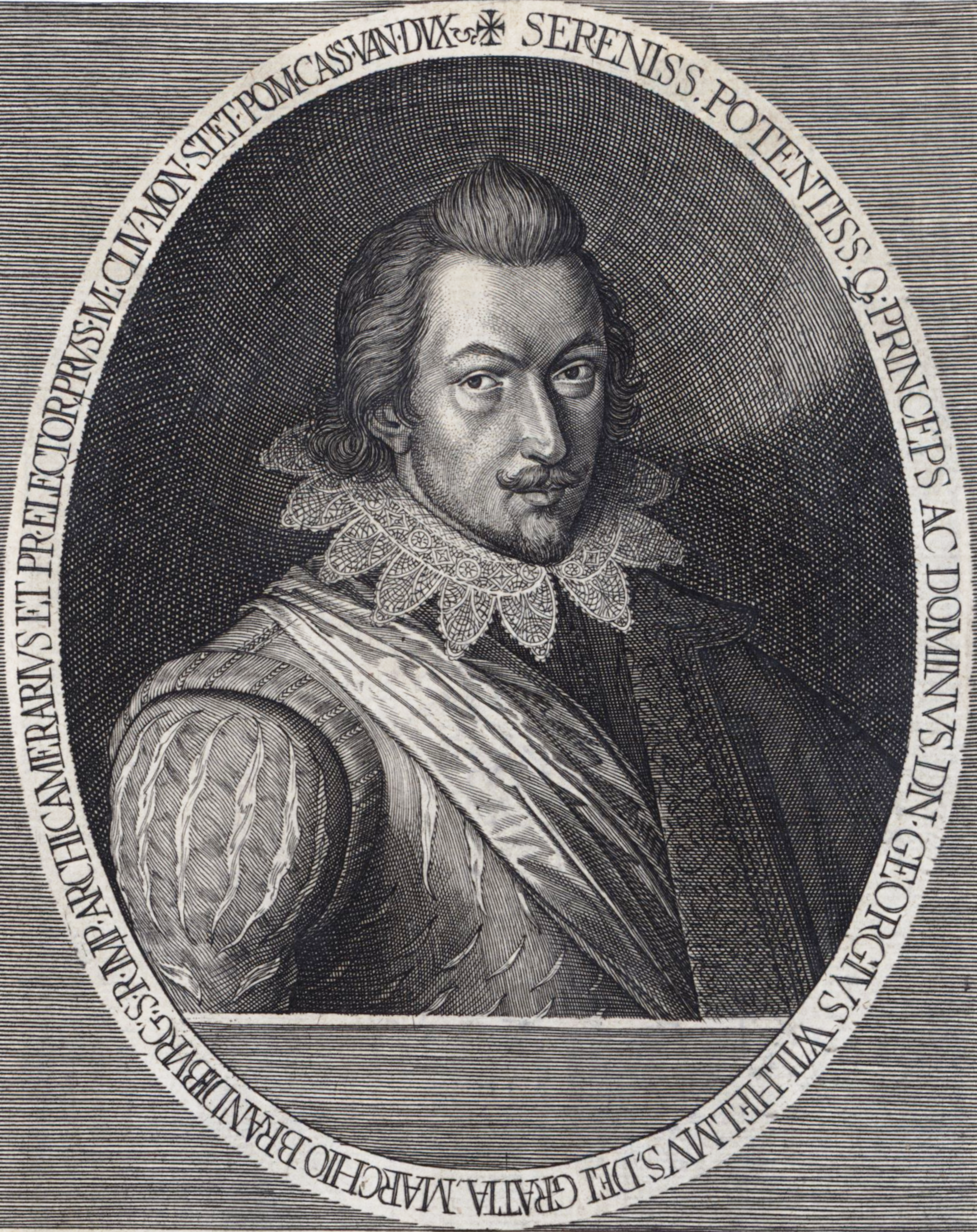
Робота Лукаса Кіліана, 1618
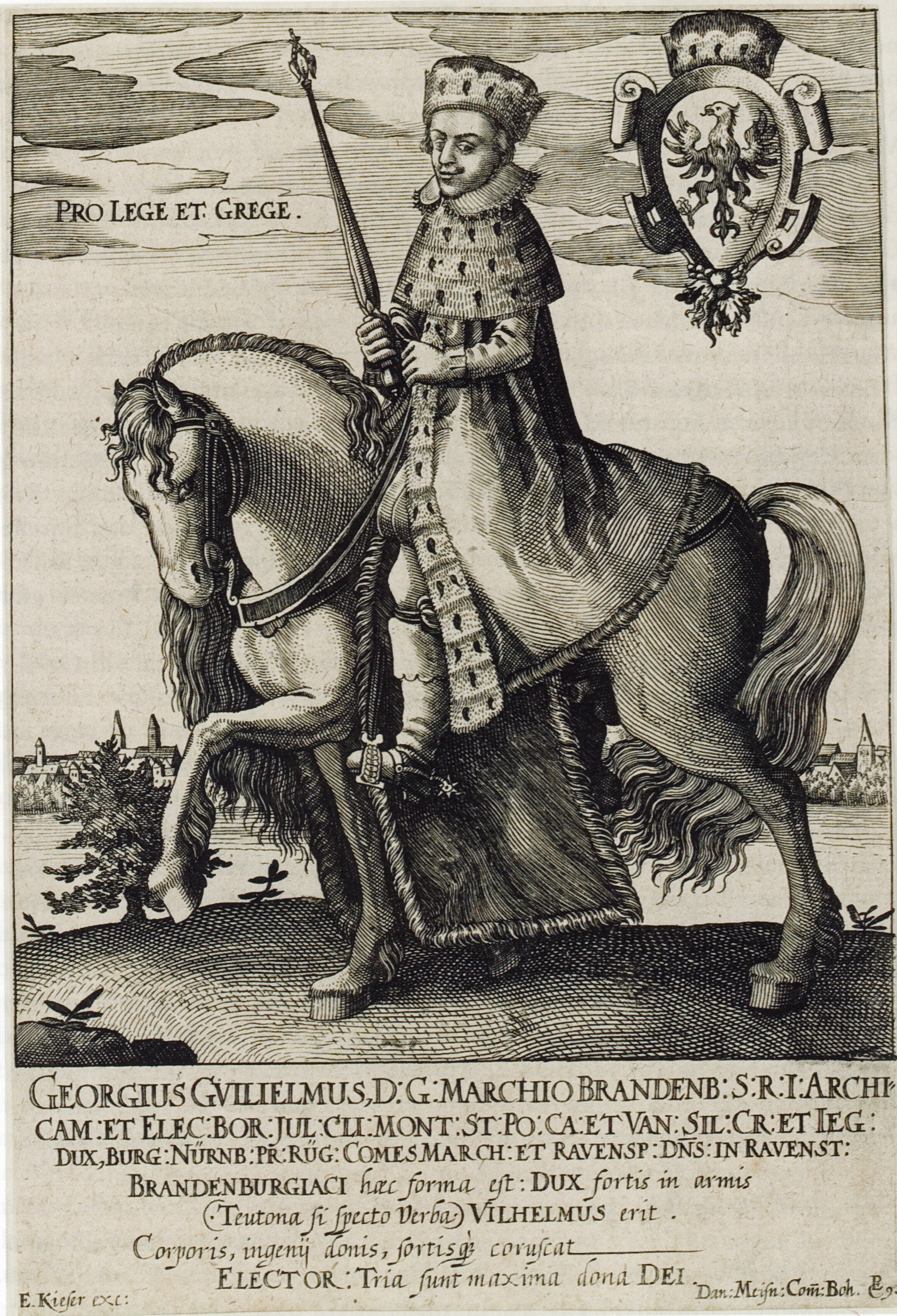
Робота Ебергарда Кізера, 1623
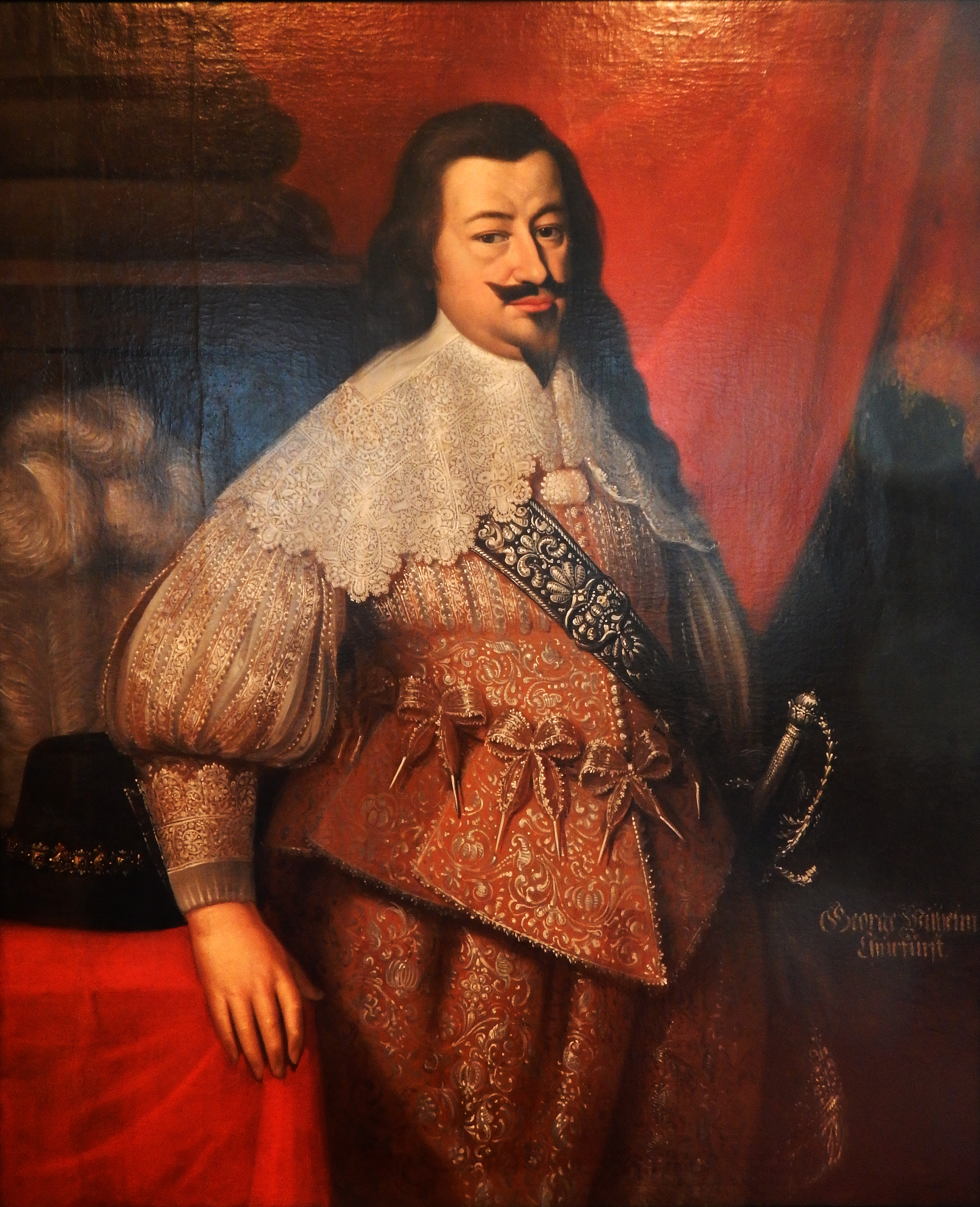
Робота Альберта Калле, 1635
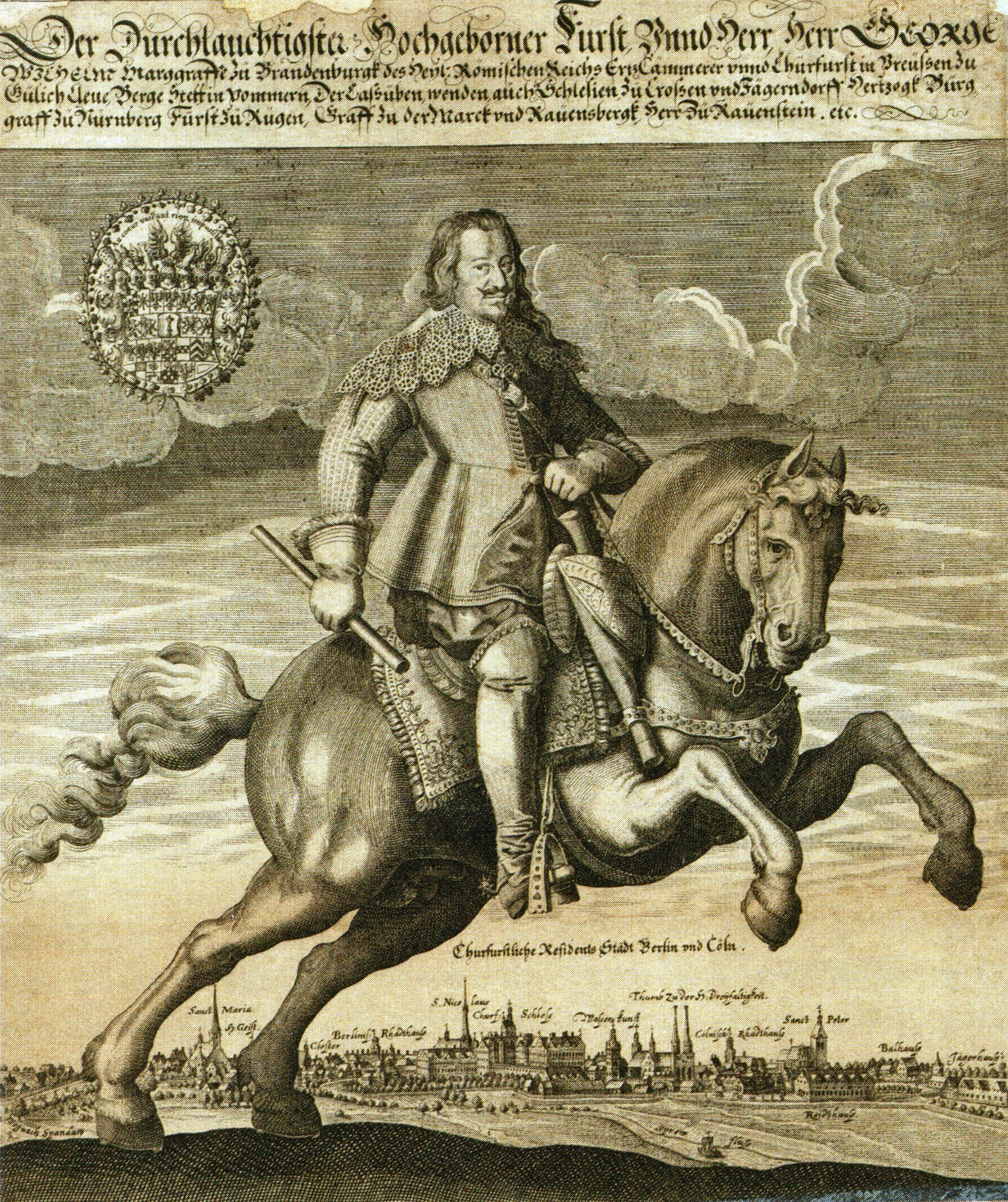
Робота Альберта Калле, 1635
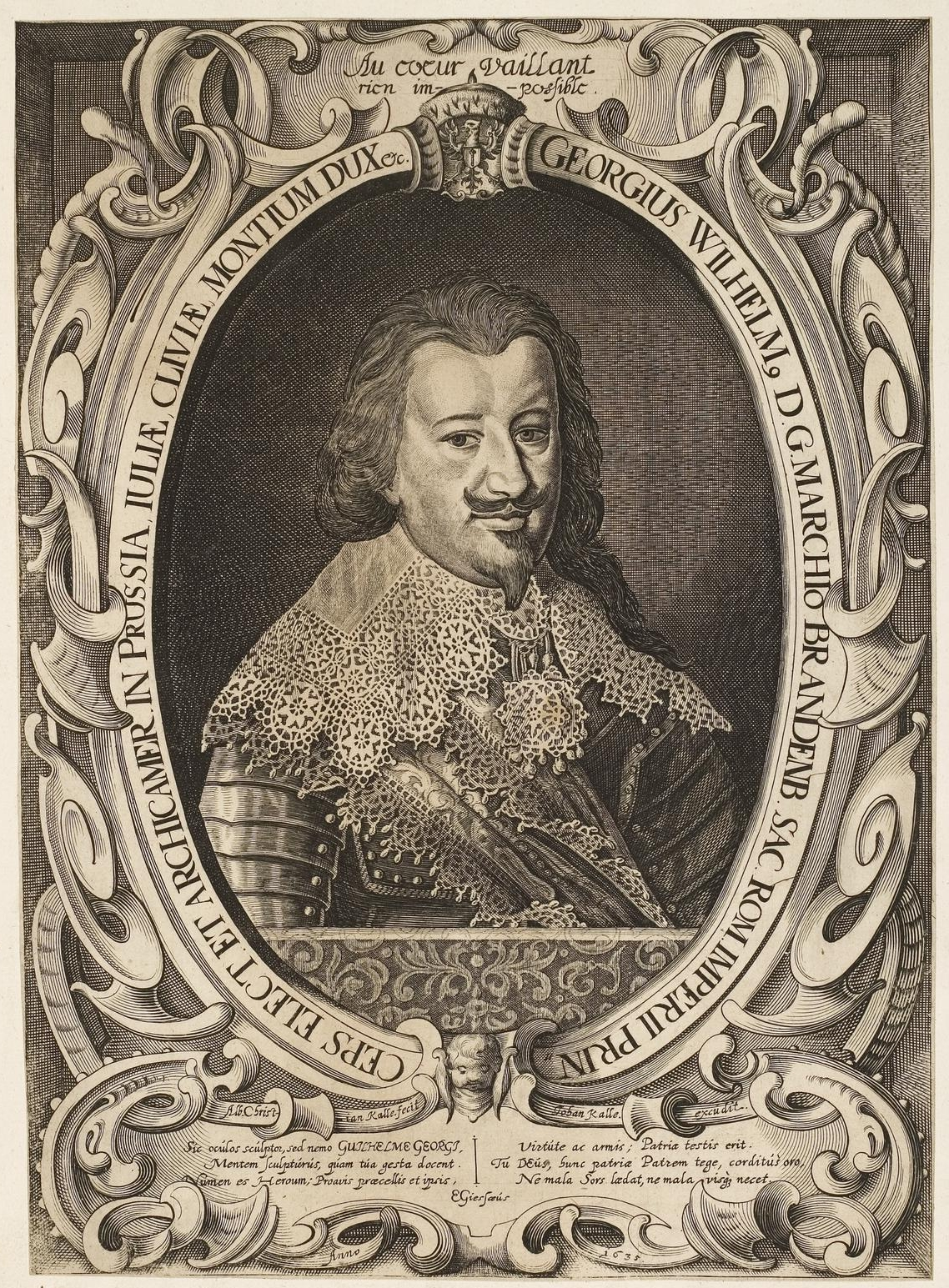
Невідомий художник, 1635
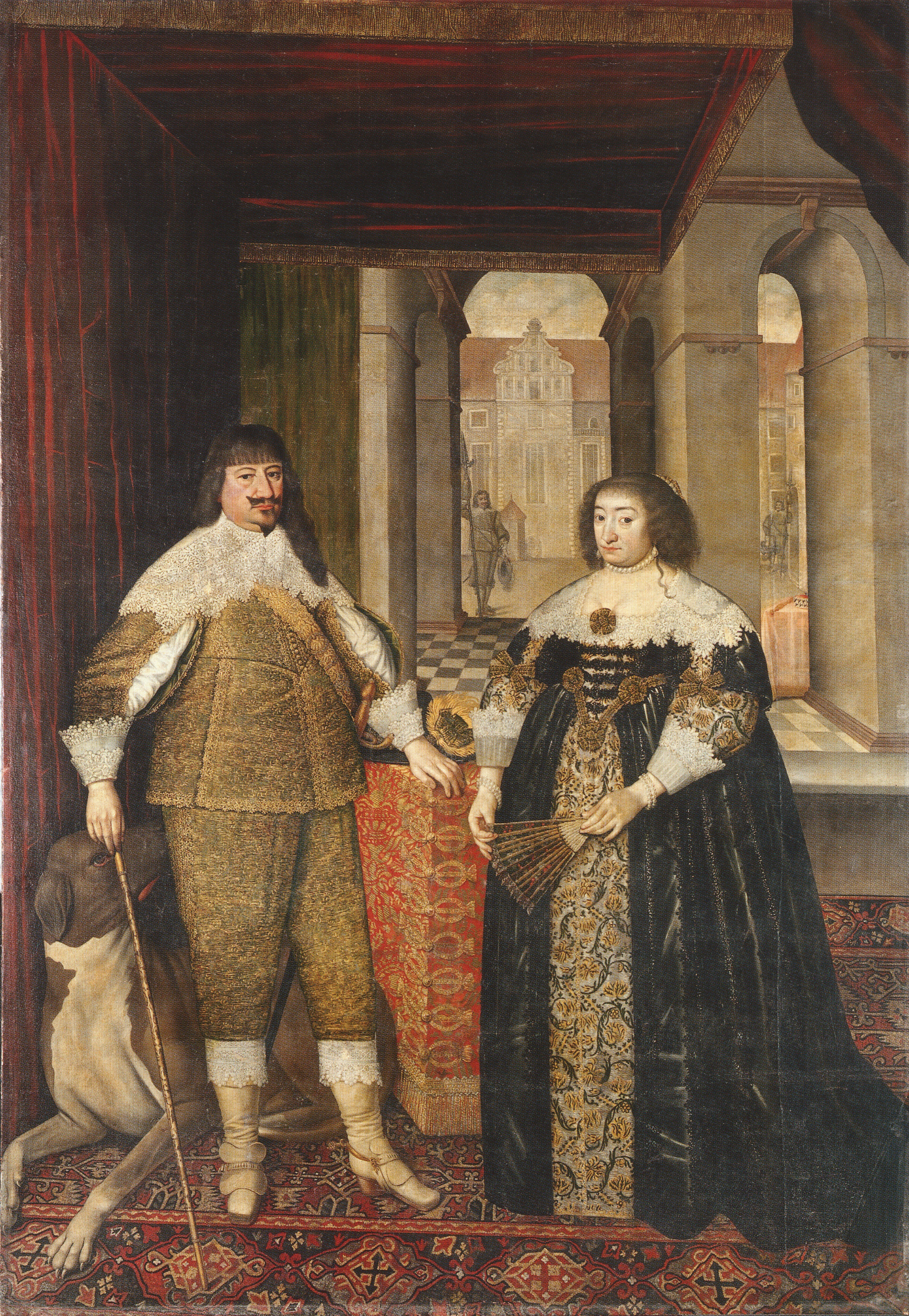
Робота Матвія Чвічека, 1630-ті
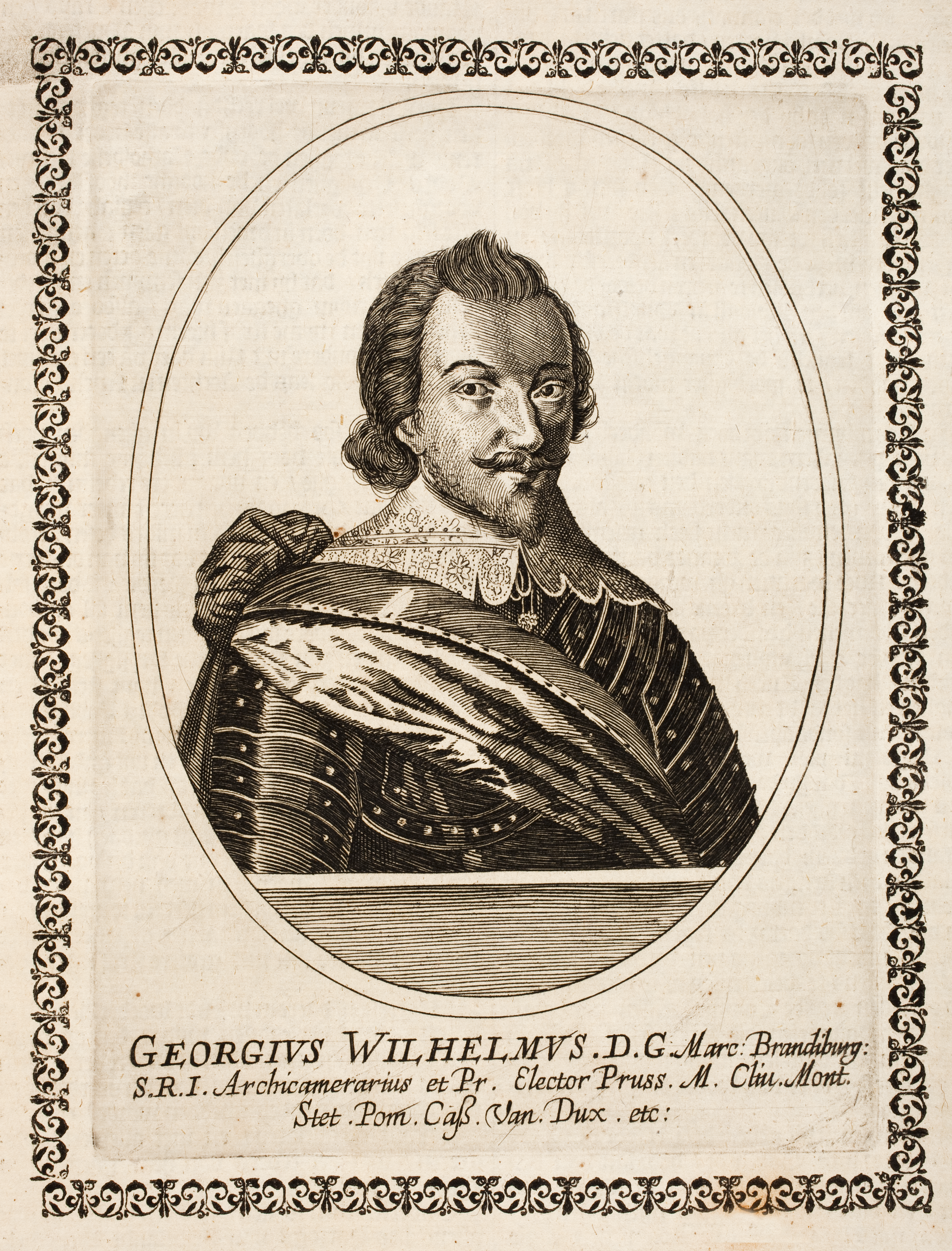
Робота Матвія Меріана, 1635
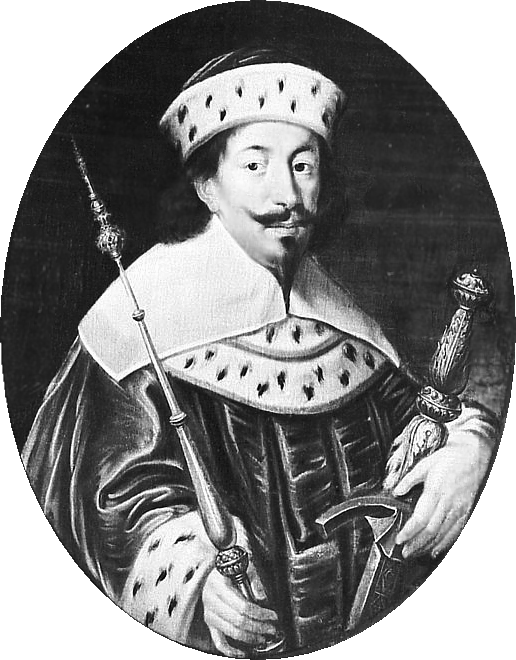
Невідомий художник, XVII ст.
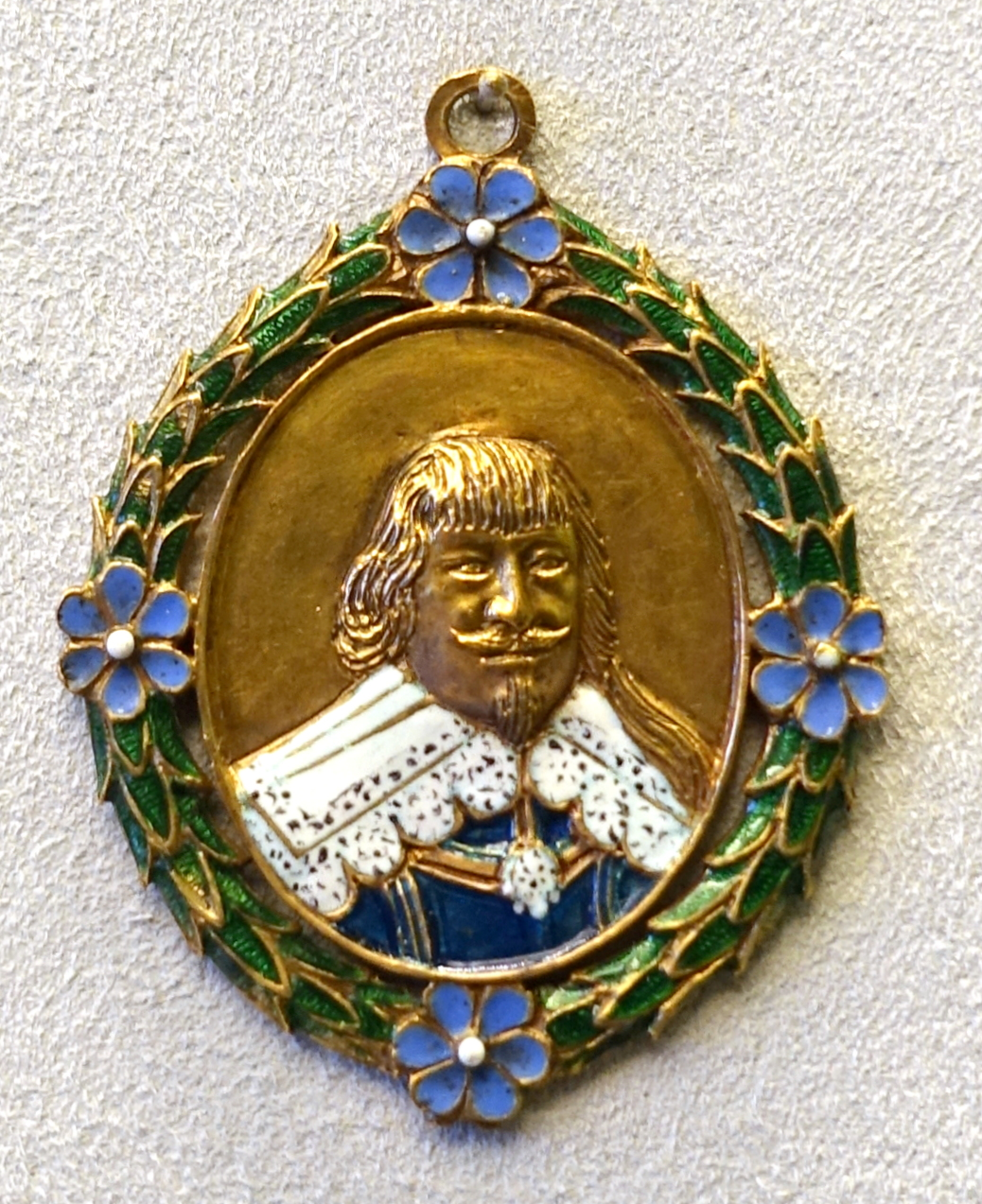
Невідомий художник, 1640
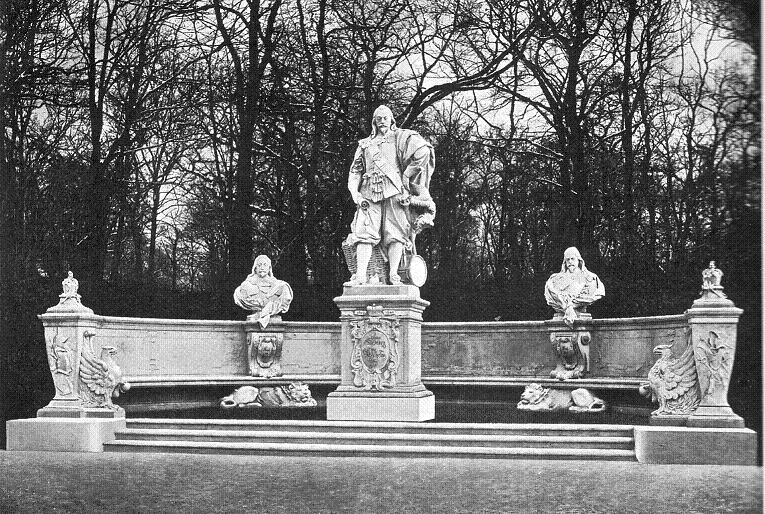
Берлінський пам'ятник, 1899